# Henckelia monantha
Henckelia monantha là một loài thực vật có hoa trong họ Tai voi (Gesneriaceae). Loài này có ở Hồ Nam (Trung Quốc); được W.T.Wang mô tả khoa học đầu tiên năm 1982 dưới danh pháp Chirita monantha. Năm 2011, D.J.Middleton & Mich.Möller chuyển nó sang chi Henckelia.